# Amychodes contabulatus
Amychodes contabulatus är en insektsart som beskrevs av Karsch 1899. Amychodes contabulatus ingår i släktet Amychodes och familjen Eurybrachidae. Inga underarter finns listade i Catalogue of Life.